# Didier Bonvin
Didier Bonvin (1959) è un allenatore di sci alpino ed ex sciatore alpino svizzero.

## Biografia
In Coppa Europa Bonvin fu 3º nella classifica di slalom gigante sia nella stagione 1976-1977 sia nella stagione 1977-1978; non prese parte a rassegne olimpiche e non ottenne piazzamenti in Coppa del Mondo o ai Campionati mondiali. Dopo il ritiro è divenuto allenatore nei quadri della Federazione sciistica della Svizzera, occupandosi in particolare del settore giovanile.